# Hiërogliefensierschildpad
De hiërogliefensierschildpad (Pseudemys concinna) is een schildpad uit de familie moerasschildpadden (Emydidae). De soort werd voor het eerst wetenschappelijk beschreven door John Lawrence LeConte in 1830. Oorspronkelijk werd de wetenschappelijke naam Testudo concinna gebruikt.

## Uiterlijke kenmerken
De mannetjes bereiken een maximale schildlengte tot 30 centimeter, de vrouwtjes worden groter en kunnen een lengte tot 43 cm bereiken. De kleur van het schild is bruin tot donkerbruin en op de kop zitten ongeveer tien dunne, afstekende witte tot gele lijnen die tot onder het schild lopen. De poten zijn donkergroen en hebben eveneens deze tekening. Het schild is vrij plat met een verhoging in het midden en de kop en poten kunnen volledig worden teruggetrokken.

## Verspreidingsgebied
De hiërogliefensierschildpad komt voor in het zuidoosten van de Verenigde Staten rond de staat Florida. Vroeger werd de schildpad massaal geëxporteerd als huisdier vanwege de bonte kleurentekening, maar dat is de soort bijna fataal geworden. Tegenwoordig is de schildpad beschermd en mag niet meer worden gevangen.

## Levenswijze
De hiërogliefensierschildpad is een waterminnende soort die altijd in de buurt van oppervlaktewater blijft. Ook tijdens het zonnen gebeurt dat meestal op takken die boven het water uitsteken zodat de schildpad er snel in kan springen bij gevaar. Het voedsel bestaat uit kleine kreeftachtigen, en ook plantendelen worden gegeten.

## Ondersoorten
Er worden twee ondersoorten erkend, die verschillen in het uiterlijk en het verspreidingsgebied.
- Ondersoort Pseudemys concinna concinna
- Ondersoort Pseudemys concinna suwanniensis